# Hypothyris xanthostola
Espèce
Hypothyris xanthostola est un insecte lépidoptère  de la famille des Nymphalidae, de la sous-famille des Danainae et du genre Hypothyris.

## Dénomination
Hypothyris xanthostola a été décrit par Henry Walter Bates en 1862 sous le nom initial de Ceratinia xanthostola.
Synonyme : Garsauritis xanthostola ssp. ; Brévignon, 2003.

### Sous-espèces
- Hypothyris xanthostola xanthostola; présent au Brésil
- Hypothyris xanthostola bellatula (d'Almeida, 1945); présent au Brésil
- Hypothyris xanthostola desmora Bryk, 1937; présent au Brésil[1].
- Hypothyris xanthostola ipoti Brévignon, 2007; présent en Guyane[2]
- Hypothyris xanthostola xanthostola ssp.; présent au Surinam[1].

## Écologie et distribution
Hypothyris  xanthostola est présent au Brésil, au Surinam et en Guyane.

### Protection
Pas de statut de protection particulier.